# Velau (Hehlrath)

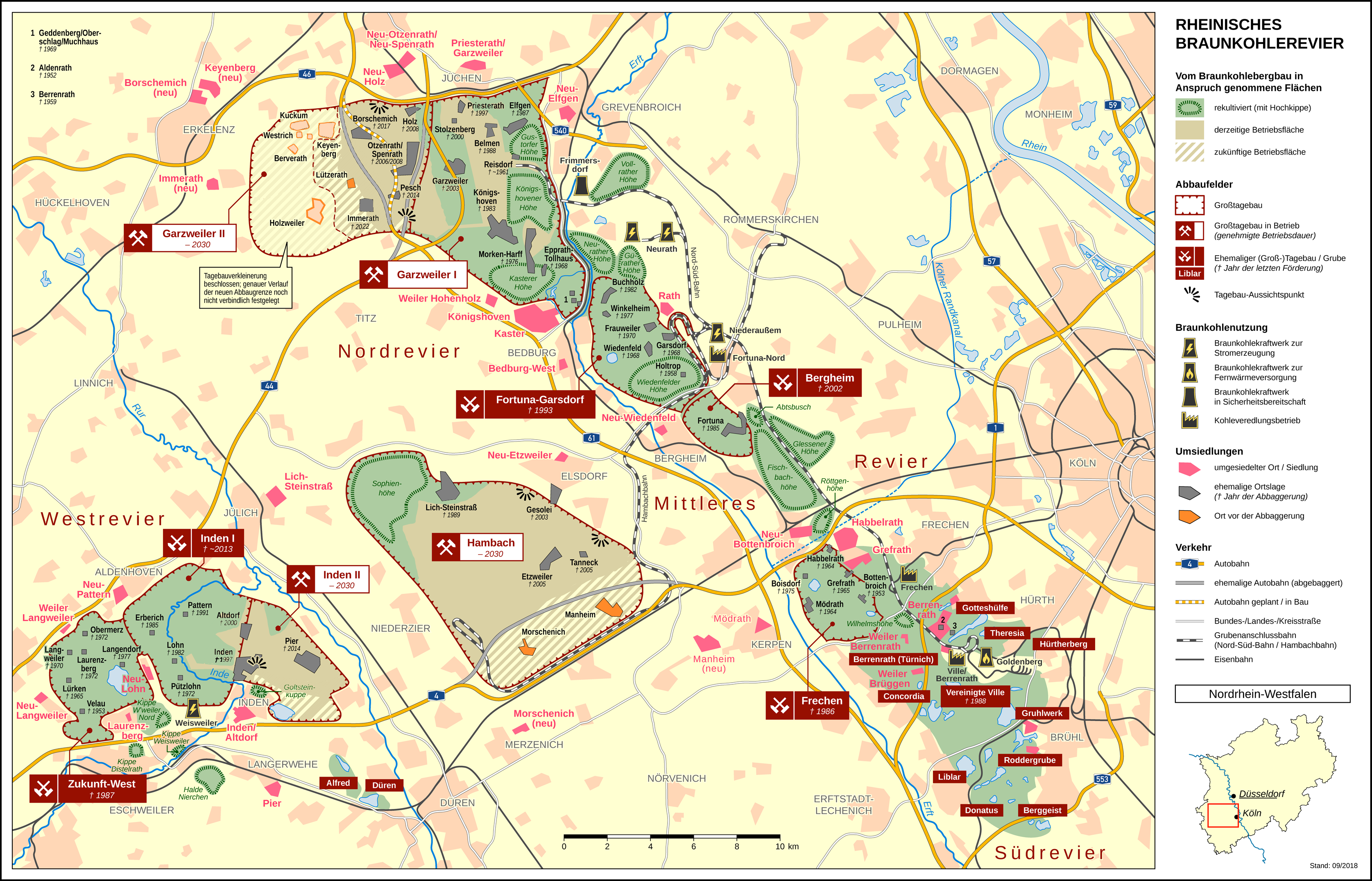
Lage des ehemaligen Ortes Velau im Rheinischen Braunkohlerevier

Velau war der älteste Teil von Hehlrath, einem nordwestlichen Stadtteil von Eschweiler in Nordrhein-Westfalen. 1950 musste Velau als erster Ort dem Braunkohletagebau Zukunft weichen. Rund 300 Menschen mussten den Ort verlassen.
Die damalige „Kirchstraße“, am 18. Oktober 1972 in „Velauer Straße“ umbenannt, verband Velau mit Hehlrath. Ebenfalls zum Ortsteil Velau führte die Klapperstraße. Sie wurde in Erinnerung an das ehemalige Lepra- und Siechenhaus aus dem 17. Jahrhundert östlich von Hehlrath benannt. Die Leprakranken mussten nahende Personen durch Holzklappern auf sich aufmerksam machen, um Ansteckungen zu vermeiden.
Der Name bedeutet sumpfiger Buschwald, Sumpf oder Heide beziehungsweise Viehaue.